# Ordine Reale di Spagna
L'Ordine Reale di Spagna fu un ordine cavalleresco del Regno di Spagna durante il periodo della dominazione napoleonica.

## Storia
L'Ordine Reale di Spagna venne fondato da Giuseppe Bonaparte quando ottenne la corona di Spagna nel 1808 e cessò di esistere con la sua detronizzazione nel 1813. L'Ordine venne ripreso con tutti gli schemi dell'Ordine delle Due Sicilie già fiorente nel regno che Giuseppe Bonaparte aveva governato sino a quel momento e come tale esso venne sentito come una virtuale prosecuzione. Non sono stati segnalati casi di persone insignite dell'Ordine Reale di Spagna già insignite dell'Ordine delle Due Sicilie.

## Le insegne
La decorazione era estremamente simile a quella già utilizzata nel Regno delle Due Sicilie: essa consisteva in una stella d'oro a cinque punte, smaltata di rosso (rubino), recante nel recto e ne l verso una torre in oro a sbalzo, con la legenda: Jos.[eph] Nap.[oleon] Hisp.[iarum] Et Ind.[iarum] Rex. Ins.[tituit].
Il nastro era color salmone.

## Insigniti notabili

### Cavalieri di Gran Croce
- Giuseppe Bonaparte
- Napoleone Bonaparte
- Carlos Eugénio Correia da Silva, conte di Paço de Arcos
- Jean Baptiste Alexandre, barone di Strolz

### Commendatori
- Juan Antonio Llorente

### Cavalieri
- Pierre Claude Louis Robert Tascher de La Pagerie
- Leandro Fernández de Moratín
- Francisco Goya
- François Cabarrus
- Miguel José de Azanza